# Boophis anjanaharibeensis
A Boophis anjanaharibeensis a kétéltűek (Amphibia) osztályába, a békák (Anura) rendjébe és az aranybékafélék (Mantellidae) családjába tartozó faj. Nevét az élőhelyéről kapta.

## Előfordulása
A faj Madagaszkár endemikus faja. Az ország északkeleti részén, a d'Anjanaharibe-Sud természetvédelmi területen honos 800–1100 méteres magasságon. Természetes élőhelye szubtrópusi vagy trópusi párás síkvidéki és hegyvidéki erdők, folyók. Élőhelyének elvesztése fenyegeti a mezőgazdasági tevékenység, a fakitermelés, faszénkészítés az invazív eukaliptuszfajok betelepítése, legeltetés valamint az emberi települések hatásának következtében.